# Suzuki Vitara
Suzuki Vitara — серія позашляховиків, що випускаються компанією Suzuki у п'яти поколіннях з 1988 року. Друге і третє покоління були відомі як Suzuki Grand Vitara, в той час як четверте покоління уникало приставки "Grand". У Японії та низці інших ринків усі покоління використовували назву Suzuki Escudo (яп. スズキ・エスクード, Suzuki Esukūdo).
На обрання назви "Vitara" надихнуло латинське слово vita, як і в англійському слові vitality (життєва сила). "Escudo", назва, яка в основному використовується на японському ринку, відноситься до escudo, грошової одиниці Португалії до прийняття євро. Оригінальна серія була розроблена таким чином, щоб заповнити нішу над Suzuki Jimny. Перше покоління було відоме в США як Suzuki Sidekick. Північноамериканська версія випускалася спільним підприємством Suzuki і General Motors, відоме як CAMI. Він також продавався як Santana 300 та 350 в Іспанії та на японському ринку, а на деяких ринках також був перейменований на Mazda Proceed Levante.
Друге покоління було випущено в 1998 році під значком "Grand Vitara" на більшості ринків. Його супроводжував ще більший позашляховик, відомий як Suzuki XL-7 (відомий як Grand Escudo в Японії). Третє покоління було випущено в 2005 році.
Четверте покоління, випущене в 2015 році, повернулося до оригінальної назви "Vitara" на більшості ринків, але перейшло від позашляховика до стилю кросовера, більш орієнтованого на дорогу. Він ділить платформу та багато компонентів з трохи більшим SX4 S-Cross.
Модель, представлена у 2022 році для індійського ринку, лише повторно використовує шильдик "Grand Vitara". Вона трохи більша за SX4 S-Cross.
По ширині кузова автомобіль увійшов у 5-ту розмірну групу і є типовим представником класу «cross-country vehicle», тобто легкового автомобіля підвищеної прохідності. Ця машина стала родоначальником «міських джипів».

## Перше покоління (ET/TA; 1988—1997)

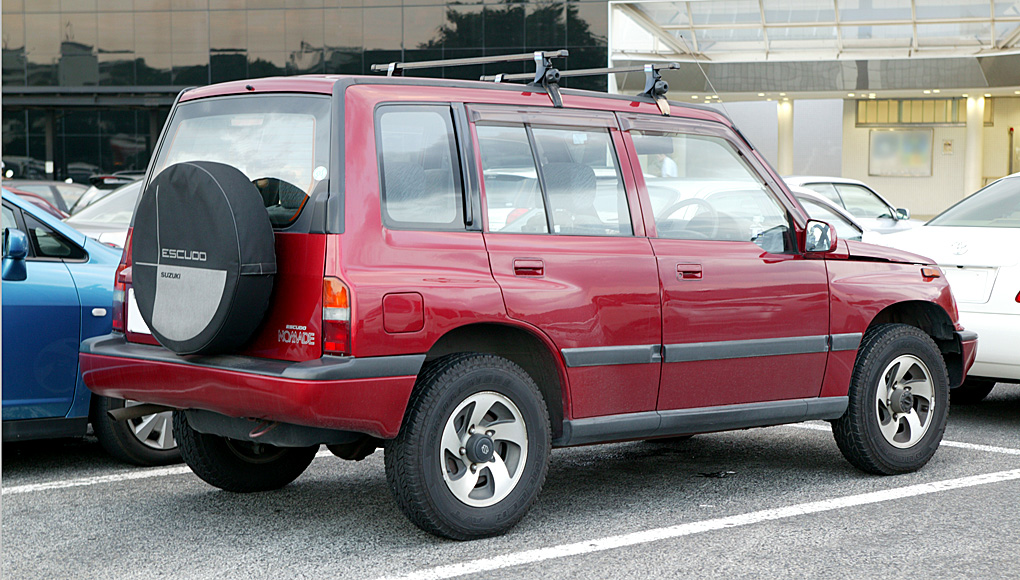
Suzuki Escudo 5-дв.

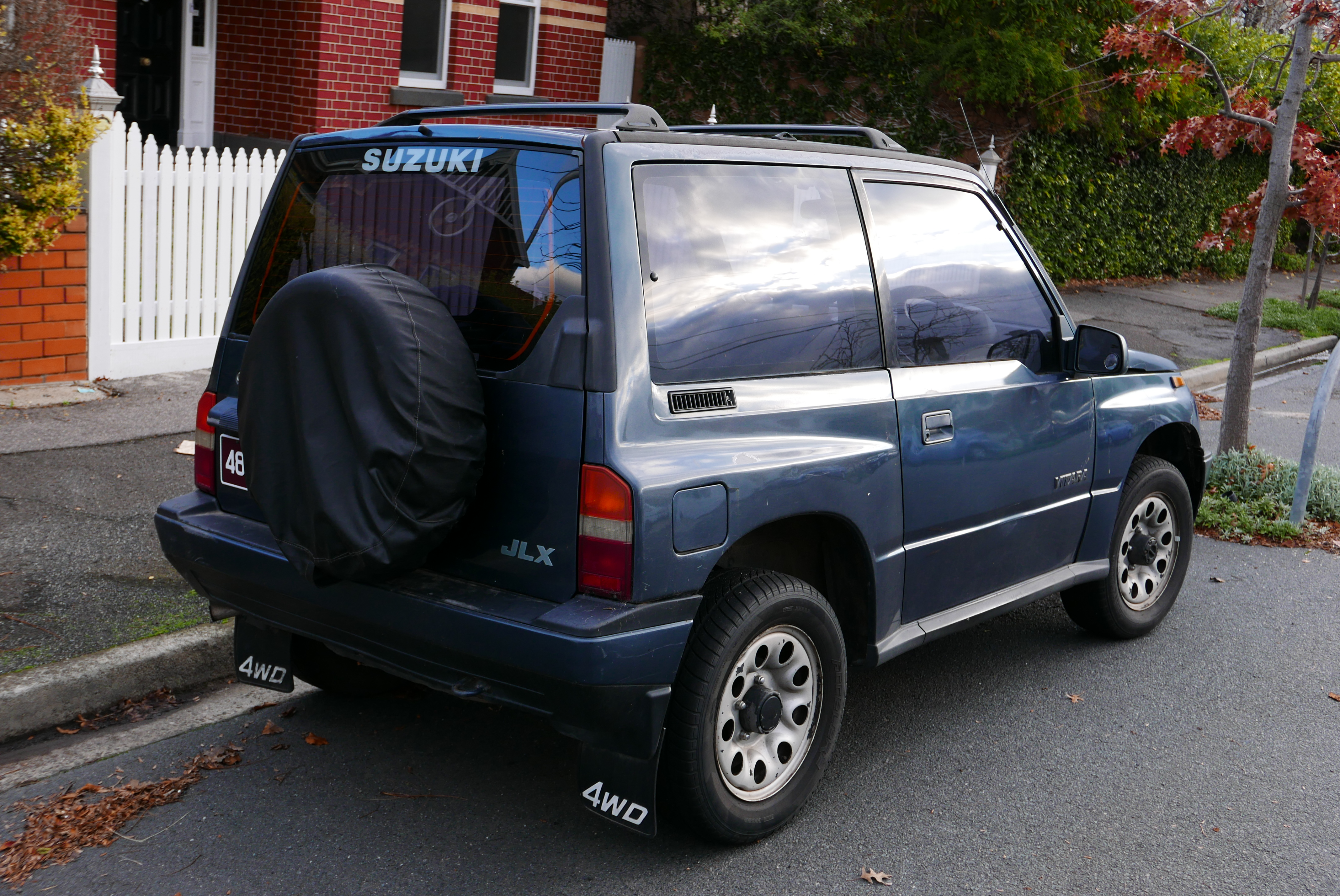
Suzuki Vitara 3-дв. (1988-1994)

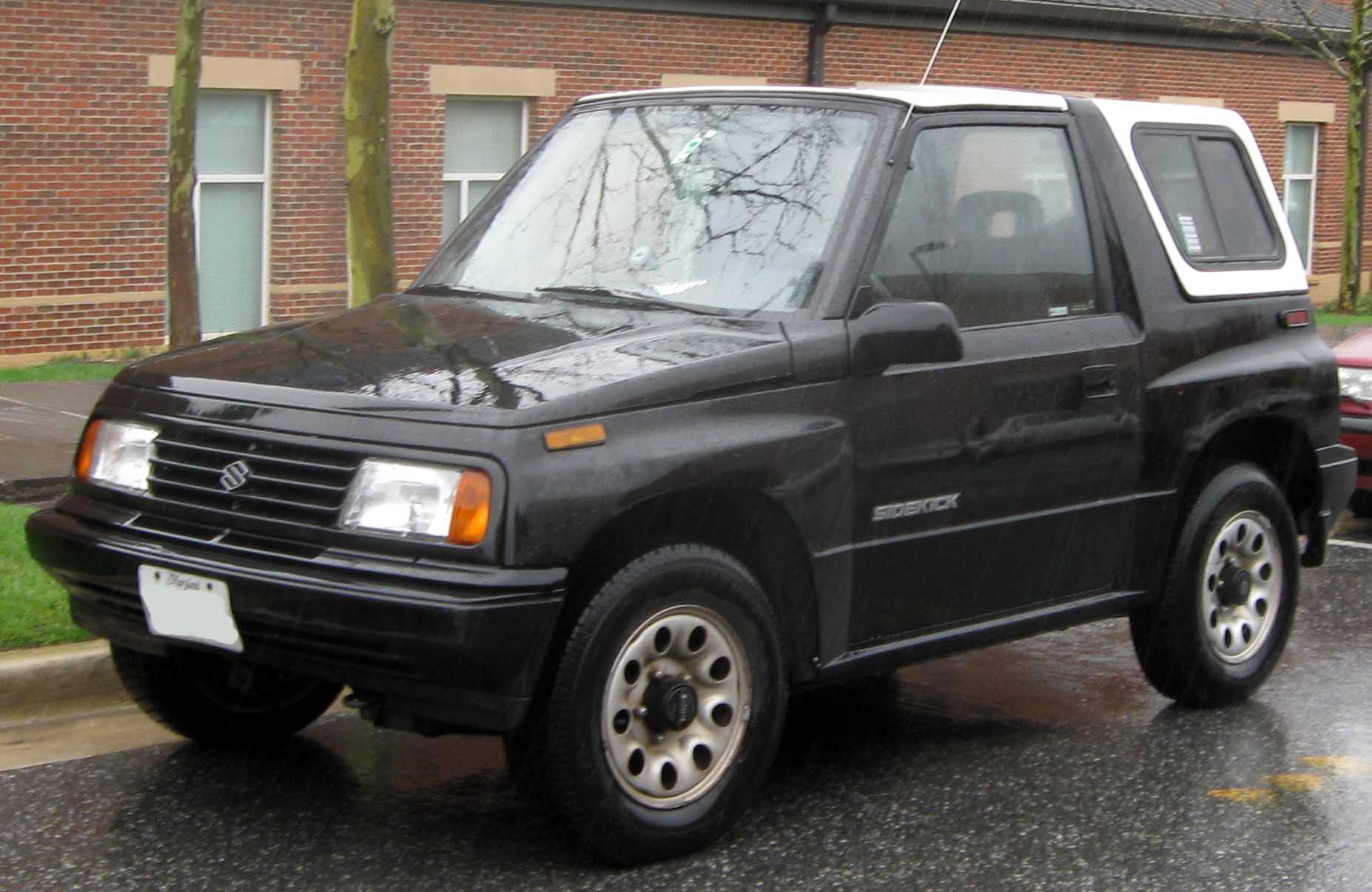
Suzuki Vitara кабріолет (1988-1994)

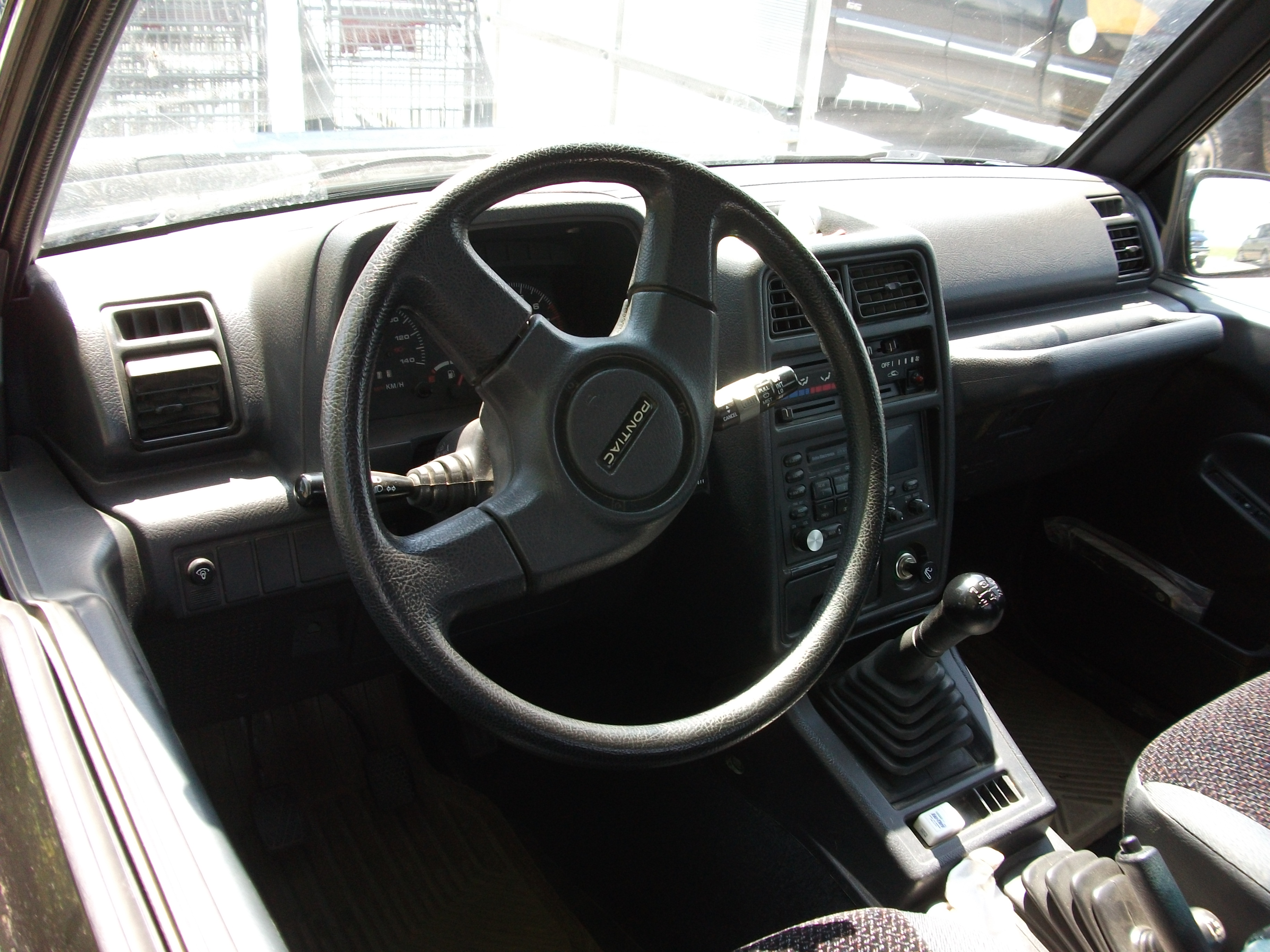
Suzuki Vitara

Виробництво моделі почалося в травні 1988 року.
Автомобіль оснащувався бензиновими двигунами від 1.6 до 2.0 л і дизельним двигуном 2.0 л. Має варіанти як з механічною, так і автоматичною коробкою передач. Спочатку єдиний 3-дверний варіант Vitara, на якому встановлювався 1.6-літровий рядний 4-циліндровий двигун SOHC, випускався в трьох типах кузова: hardtop, кузов з відкидним верхом і фургон (Van). Проте трохи пізніше в 1991 році з'явилася і 5-дверна модифікація, що завоювала величезну популярність.
В 1994 році автомобіль модернізували, змінивши решітку радіатора та оснащення.
Vitara першого покоління — це рамний позашляховик. Підвіска Suzuki Vitara досить невибаглива, проста і надійна. Спереду — стійки Макферсона, ззаду — нерозрізний міст. Автомобіль задньопривідний з переднім мостом, що жорстко підключається і заниженою передачею. Така схема передбачає використання переднього приводу на нетривалий час і тільки на слизькому покритті.
Всього виготовлено близько 1,1 млн. автомобілів Vitara.

### Двигуни
Бензинові
- 1.3 л Р4 потужністю 68 к.с.
- 1.6 л G16A Р4 потужністю 80-82 к.с.
- 1.6 л G16B Р4 потужністю 97 к.с.
- 1.8 л Р4 потужністю 120 к.с.
- 2.0 л J20A Р4 потужністю 132 к.с.
- 2.0 л H20A V6 потужністю 136 к.с.
- 2.5 л H25A V6 потужністю 160 к.с.

Дизельні
- 1.9 л XUDA Р4 потужністю 68 к.с.
- 1.9 л XUDSD Р4 потужністю 75 к.с.
- 2.0 л RF Р4 потужністю 71 к.с.
- 2.0 л RF Р4 потужністю 87 к.с.

## Четверте покоління (LY; 2015)

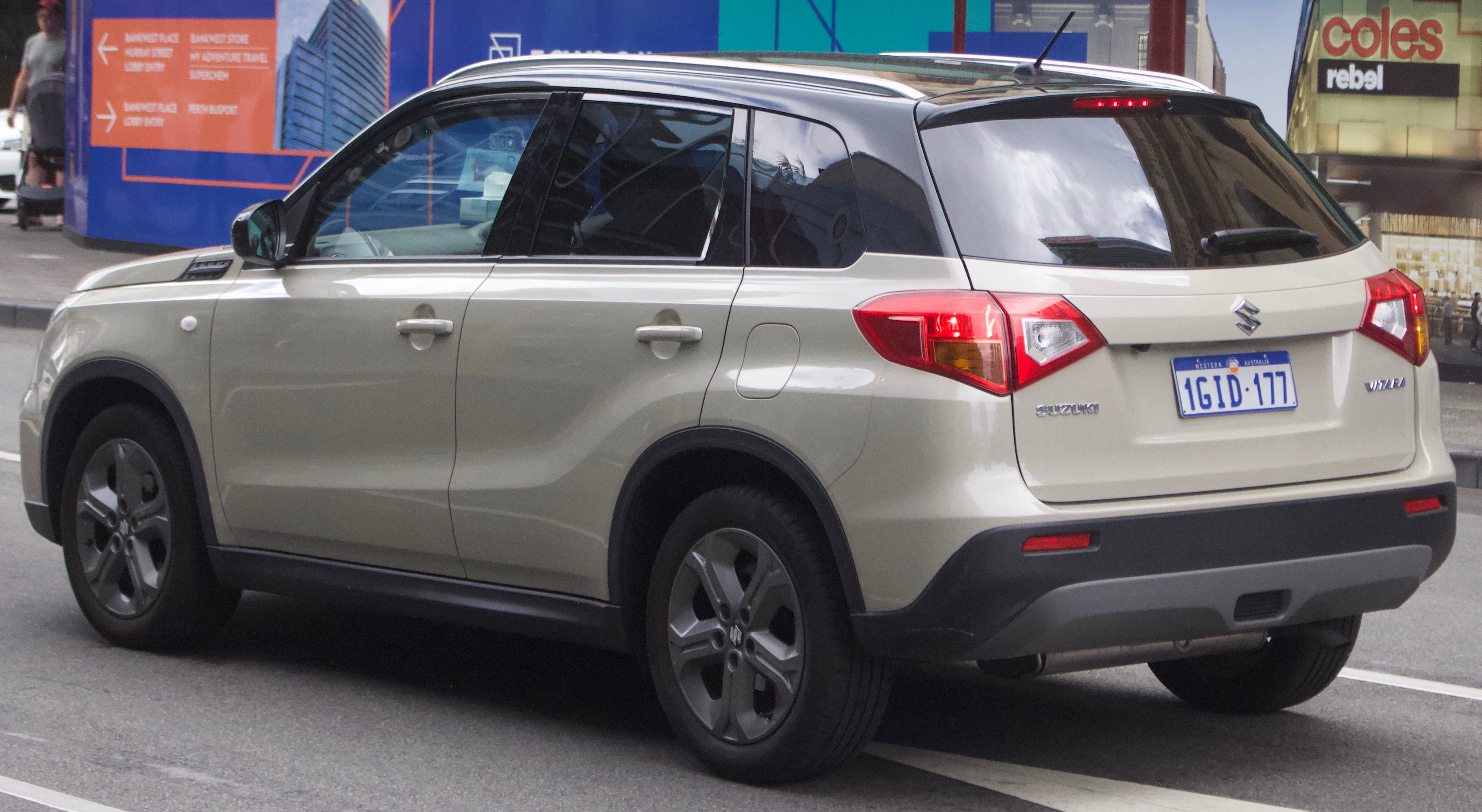
Suzuki Vitara LY

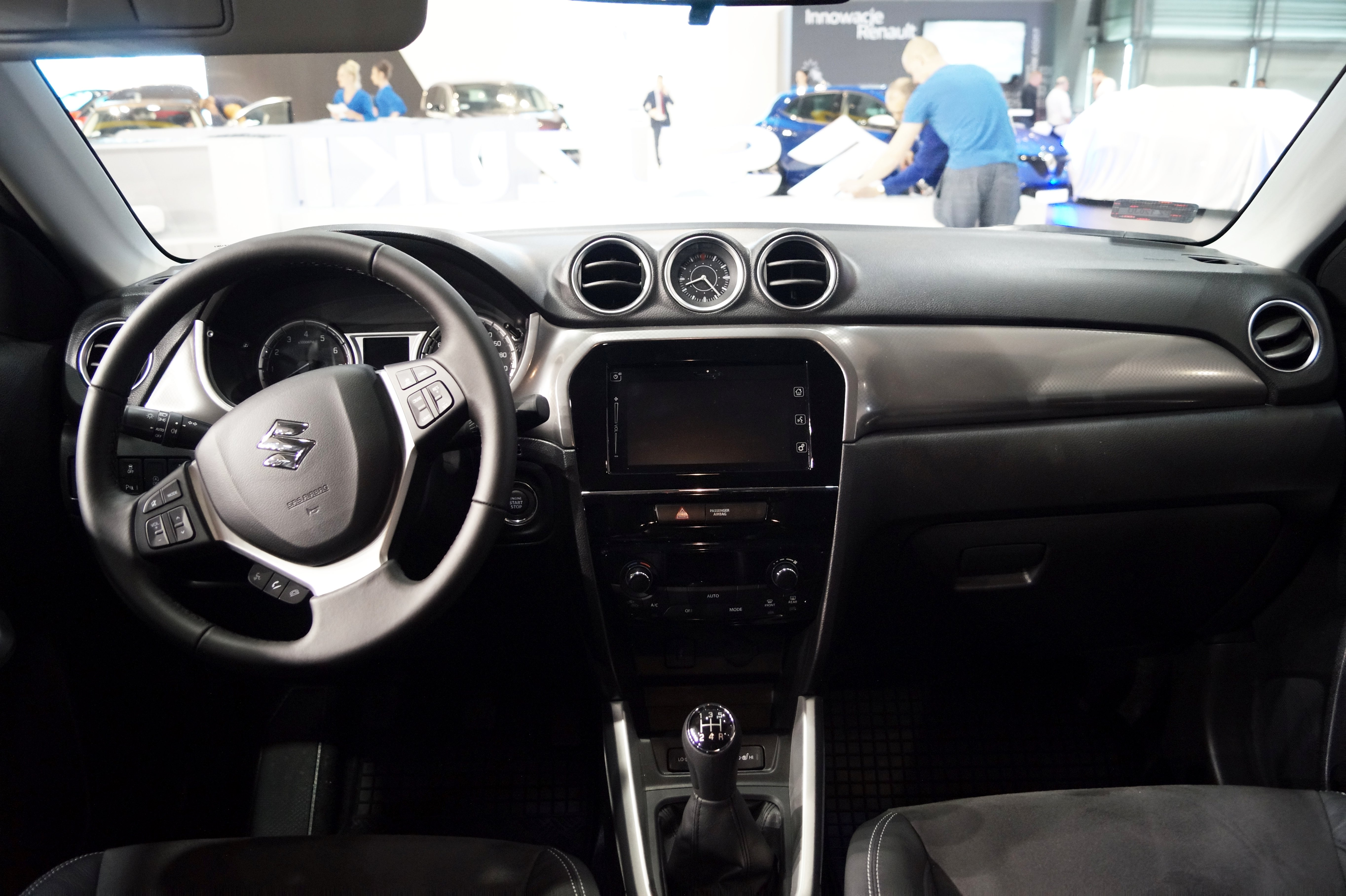
Suzuki Vitara LY

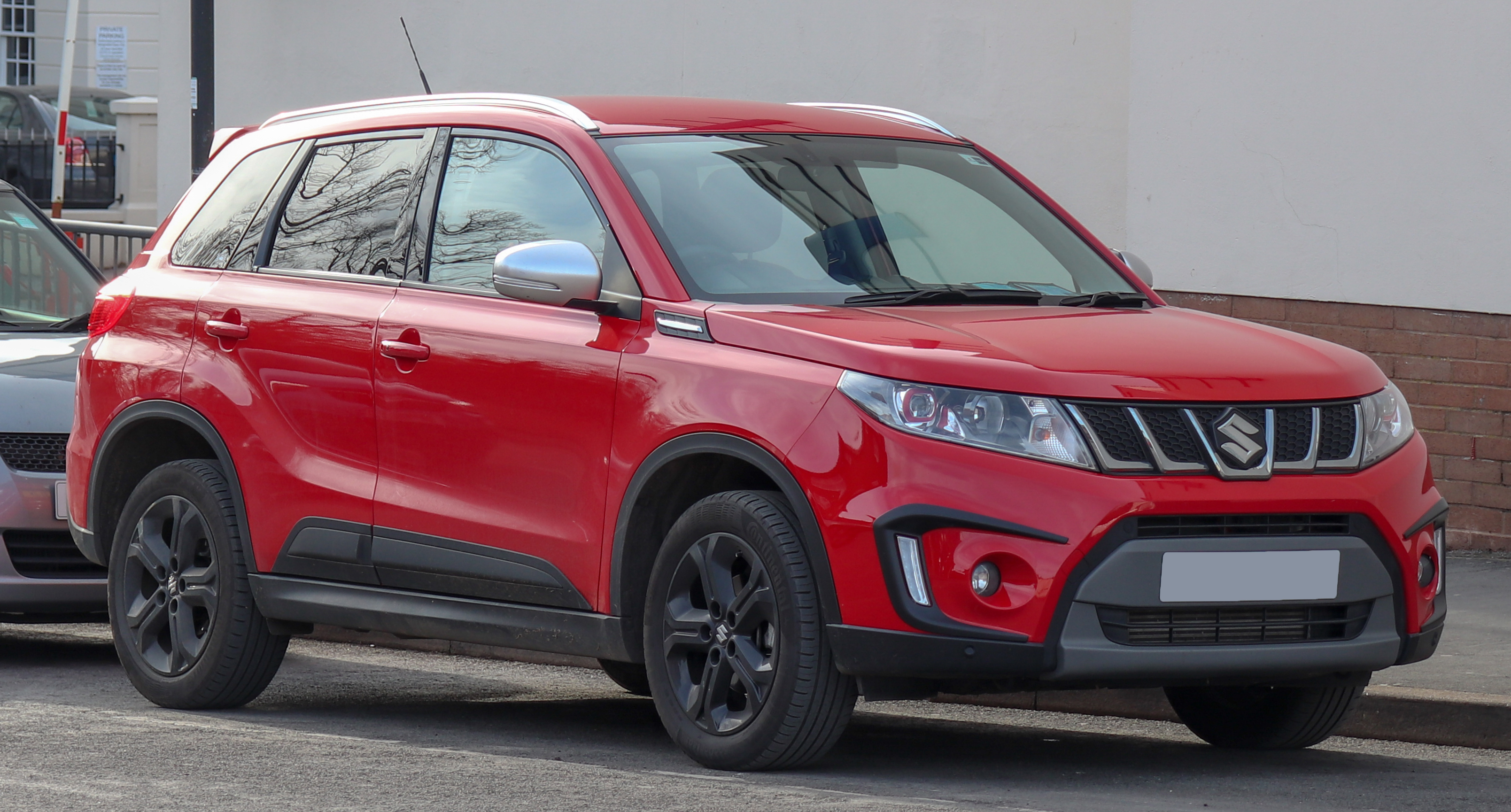
Suzuki Vitara S

В вересні 2014 року на автосалоні в Парижі дебютувало четверте покоління Suzuki Vitara, яке є подібним на концепт-кар Suzuki iV-4, що дебютував на автосалоні в Франкфурті 2013 року.
Автомобіль має передню підвіску типу Макферсон, задню торсионну. Моторна гамма представлена трьома двигунами: двома бензиновими і одним дизельним. Обидва атмосферники мають об'єм 1,6 л і потужність 120 к.с., крутний момент дизеля DDiS — 320 Нм, бензинового двугуна VVT — 156 Нм. Suzuki Vitara S комплектується турбодвигунром 1,4 л Boosterjet (140 к.с., 220 Нм).
Звичайні моделі комплектуються 5-ст. МКПП і 6-ст. АКПП (Vitara S комплектується 6-ст. МКПП і 6-ст. АКПП), переднім або повним приводом AllGrip 4WD без понижених передач. Вона дозволяє вибирати оптимальний режим руху, задаючи настройки двигуна, трансмісії і системи стабілізації ESP. Перемикатися між ними можна за допомогою селектора, розташованого на центральній консолі. Доступні чотири режими: Auto, Sport, Snow і Lock. У першому використовується передній привід, а повний включається, тільки якщо пробуксовують передні колеса. Режим Snow створений спеціально для засніжених або заледенілих дорожніх покриттів. У режимі Sport система оптимізує роботу повного приводу, АКПП і двигуна, щоб підвищити динаміку кросовера і забезпечити точність проходження поворотів на швидкості. Режим Lock завдяки тому, що крутний момент рівномірно розподіляється між колесами, допоможе автомобілю вибратися з багнюки, снігу або піску. Крім цього, тут є система допомоги спуску з гори. Висота дорожнього просвіту - 185 мм.
Suzuki Vitara стала першим кросовером марки, де є адаптивний круїз-контроль і система моніторингу дороги. Вона виявляє перешкоди і, активуючи гальма, дозволяє уникнути зіткнення або знизити тяжкість наслідків ДТП.
Безпека даної моделі забезпечується протибуксувальною системою контролю і електронною системою стабілізації, яка допомагає повернути контроль над автомобілем в разі занесення. У салоні налічується 7 подушок безпеки: 2 фронтальні, 2 бічні, 2 головні і одна колінна (для захисту ніг водія). Всі моделі, за винятком RT-S, також оснащені автоматичними фарами, склоочисниками і паркувальними сенсорами (переднім і заднім). Однак, система безпеки Suzuki Vitara не може похвалитися наявністю автоматизованої системи екстреного гальмування, яка покликана захистити автомобіль від зіткнення з перешкодами, вчасно не поміченими водієм.
Головне місце на центральній консолі виділено 7-дюймовому сенсорному дисплею. Мультимедіа (авторитетного німецького Bosch) включає Apple Car Play.

### Фейсліфтинги
2018
У 2018 році було проведено оновлення моделі. Задні ліхтарі змінилися, і перш за все двигуни. Звичайний атмосферний 1.6 л замінили двигуном 1.0 л з турбонаддувом потужністю 111 к.с. і максимальний крутний момент 170 Нм. Дизель 1.6 DDIS зняли з виробництва. Версія з 1.0 Boosterjet двигуном може бути об'єднана з 5-ступеневої механічною або 6-ступеневою автоматичною коробками передач, в той час, як потужніший 1.4 варіант може мати 6-ступеневу механічну та 6-ступеневу автоматичну коробку передач.

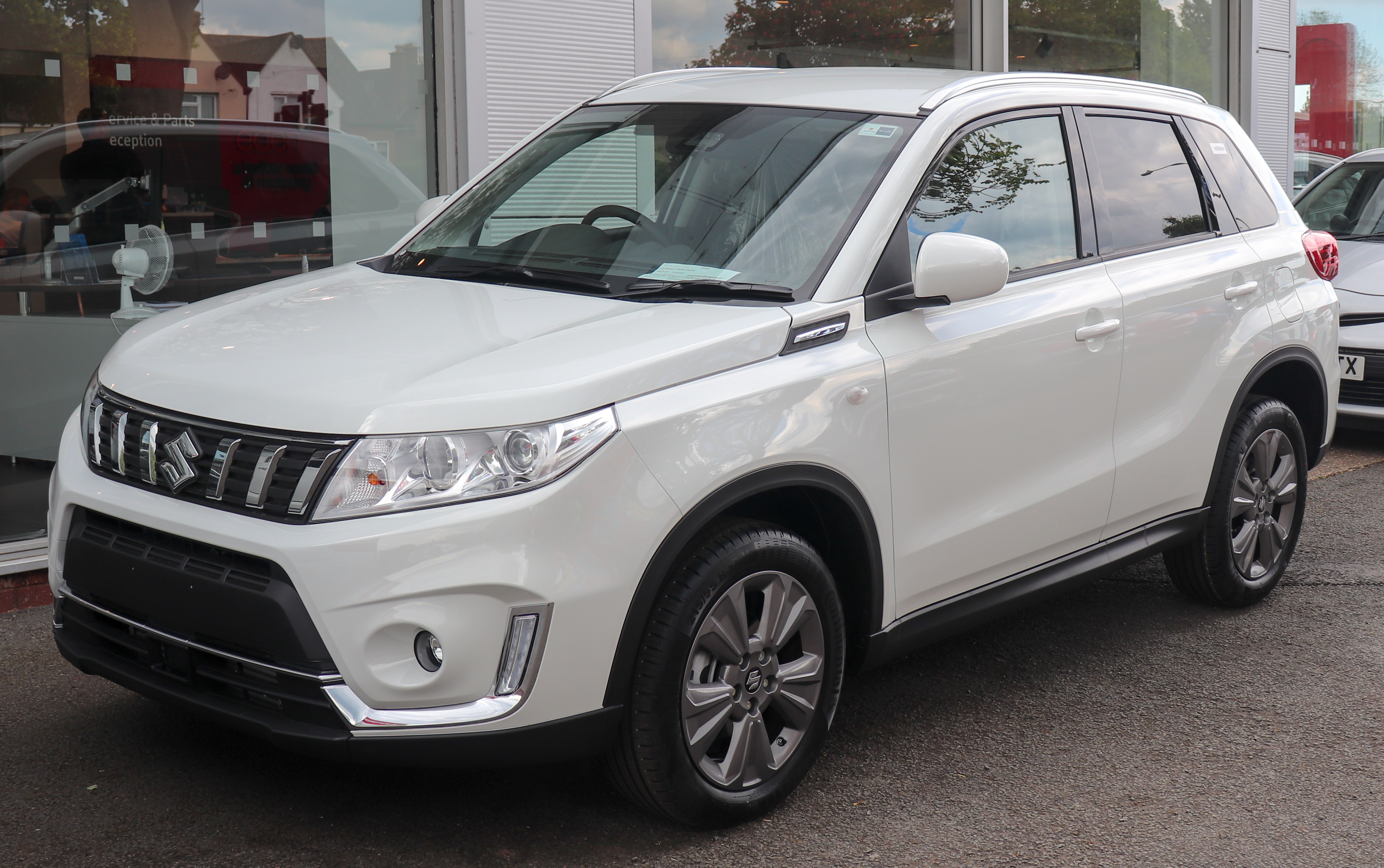
Suzuki Vitara (2018—2024)
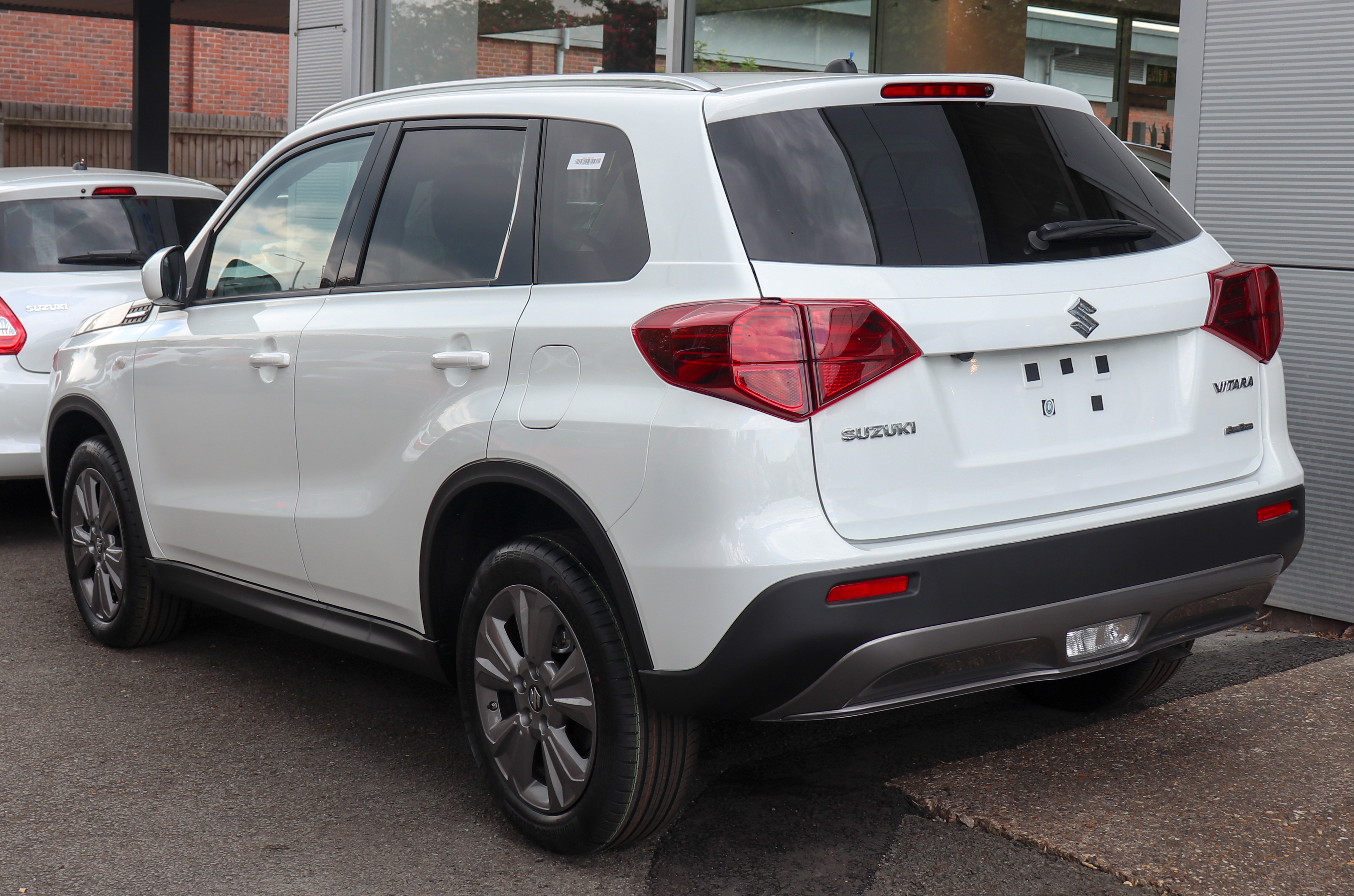
Suzuki Vitara (2018—2024)
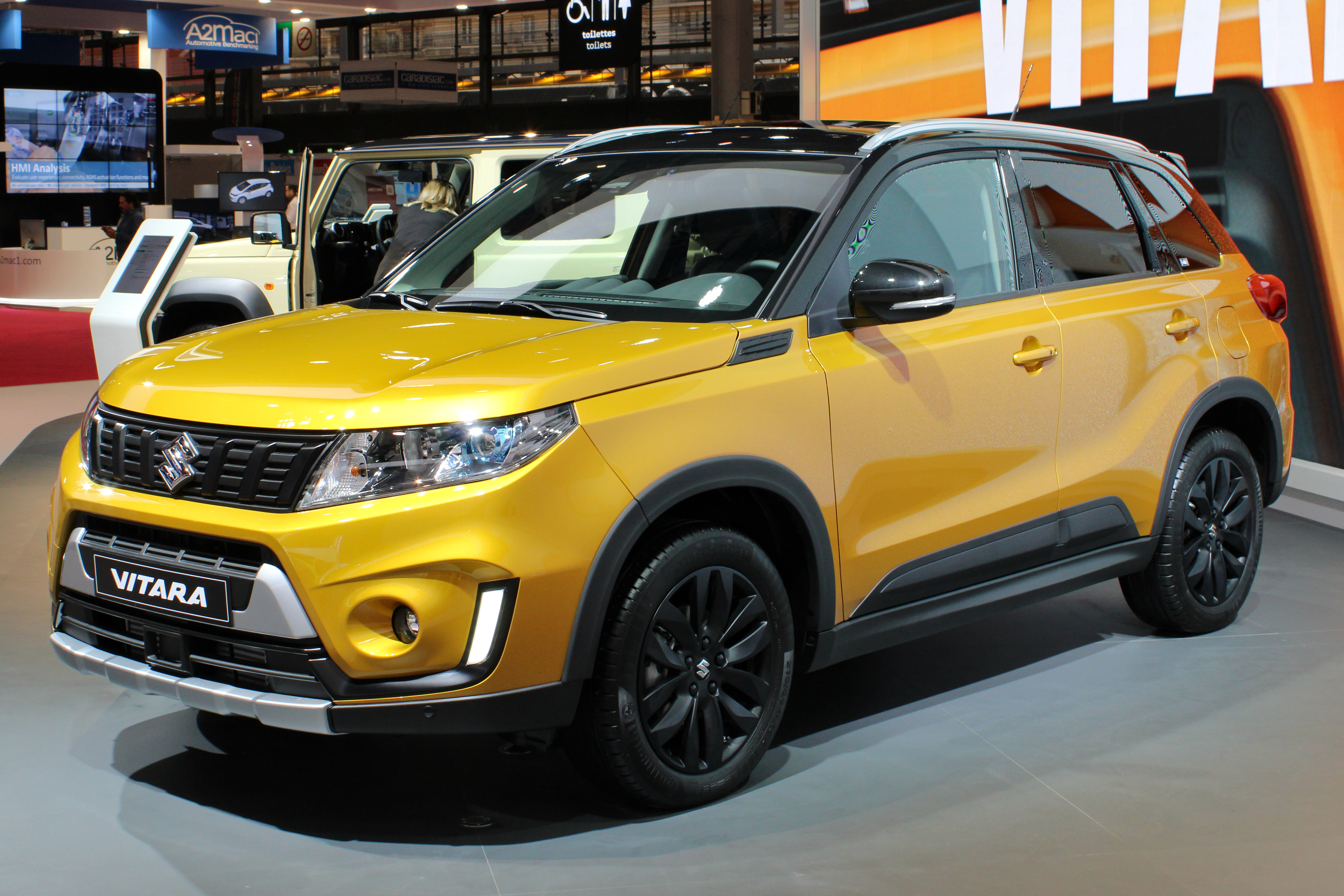
пакет Vitara Rugged
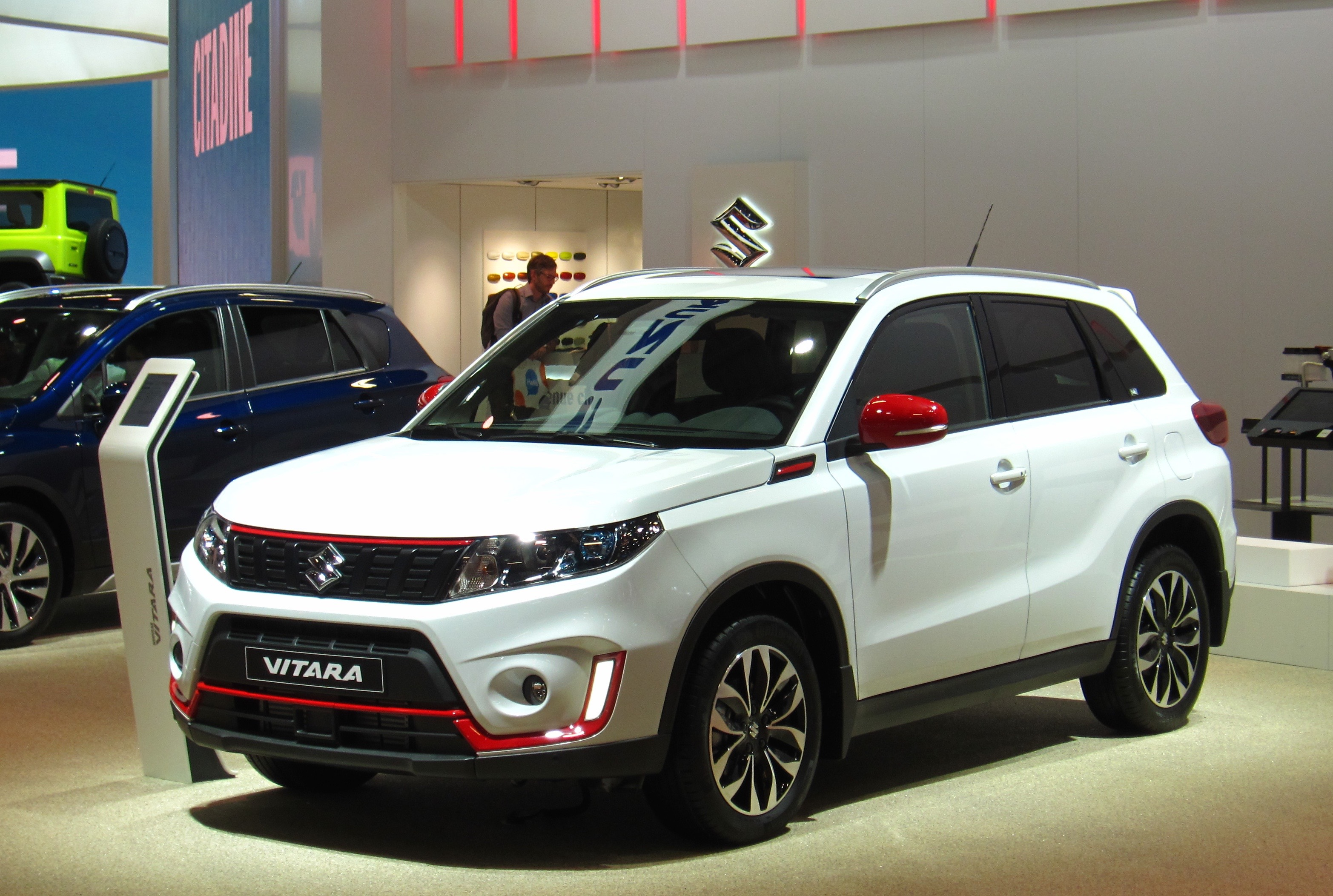
пакет Vitara Urban

Починаючи з березня 2020 року, всі двигуни для європейського ринку Vitara були замінені на новий 1,4-літровий бензиновий двигун з турбонаддувом «K14D Boosterjet», що відповідає стандарту Euro 6d, з технологією м'якого гібрида 48 В (MHEV), у поєднанні з інтегрованим стартер-генератором (ISG) з ремінним приводом, який видає 129 PS (95 кВт; 127 гальм. к. с.) та 235 Н⋅м (173 фунт⋅фут). Електродвигун ISG видає 14 PS (10 кВт; 14 гальм. к. с.) та 53 Н⋅м (39 фунт⋅фут).
Гібридна система MHEV складається з літій-іонної батареї на 48 вольт, стартера ISG, який виконує роль генератора, і конвертера на 48—12 вольт (постійного / змінного струму).
2024
Черговий фейсліфтинг був представлений у квітні 2024 року з оновленим переднім бампером, новими колісними дисками подвійного кольору, збільшеним заднім верхнім спойлером, більшим 9-дюймовим РК-дисплеєм і вдосконаленою системою запобігання зіткненням Dual Sensor Brake Support II (DSBS II).

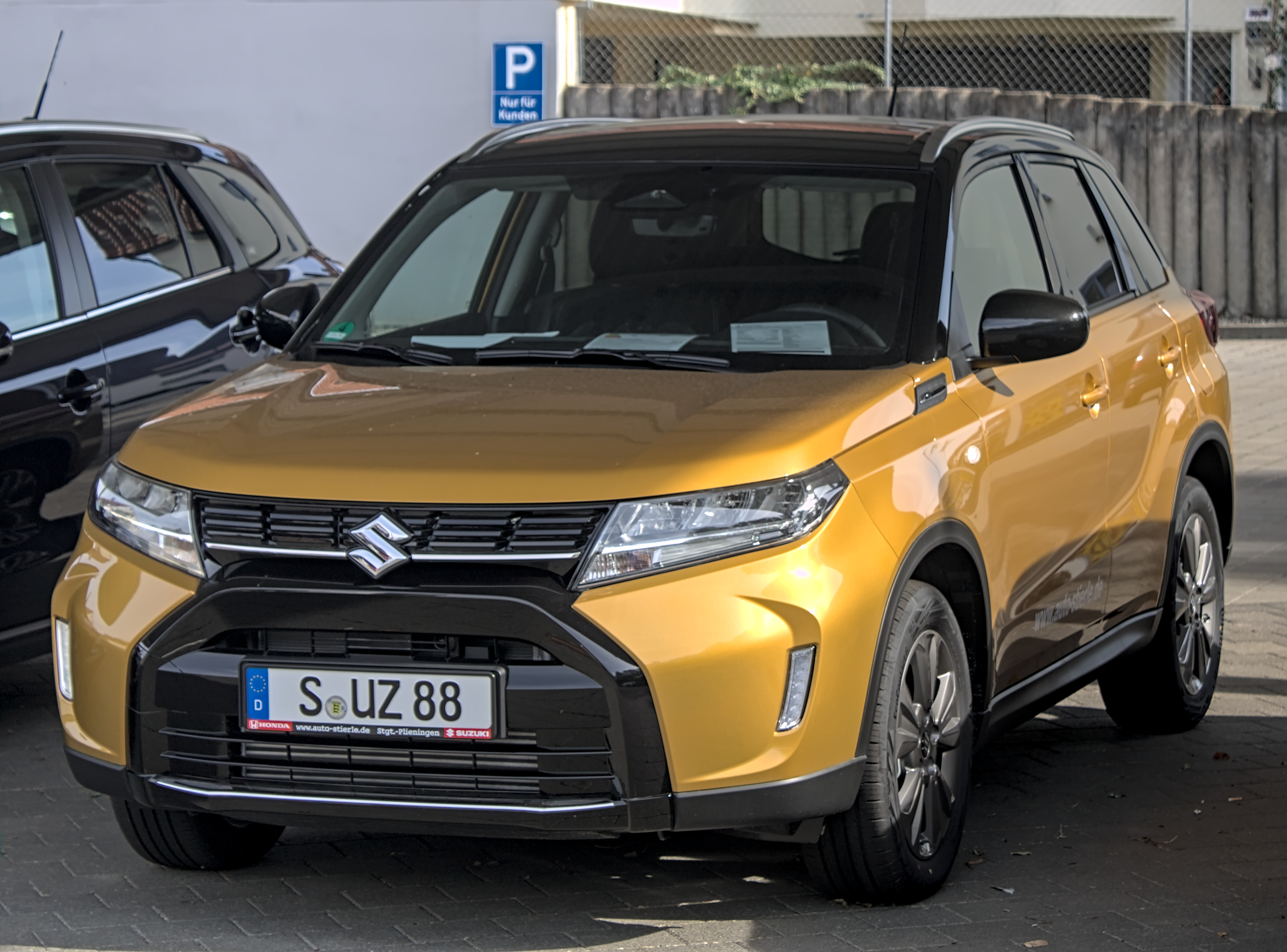
Suzuki Vitara (фейсліфт 2024)
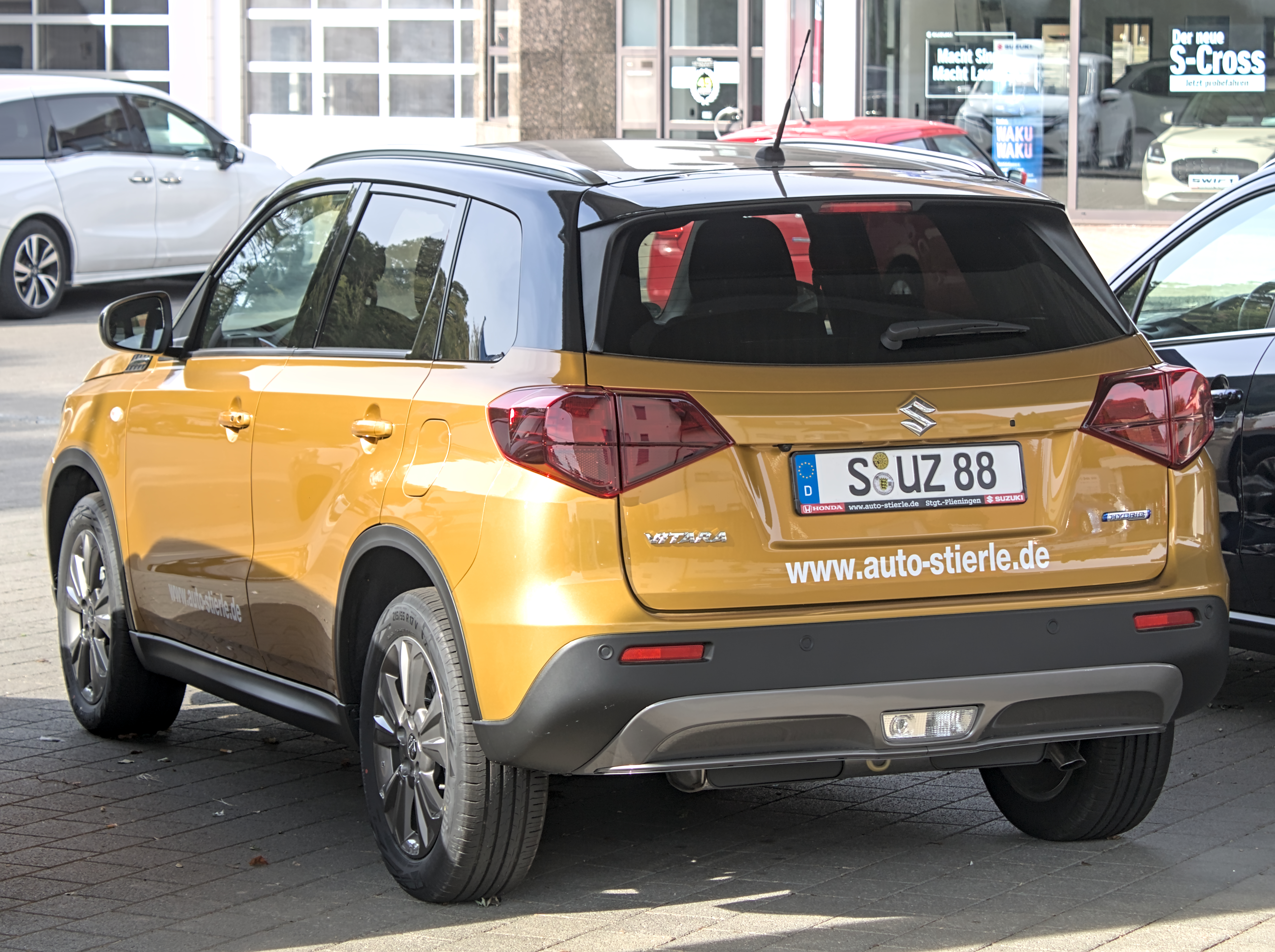
Suzuki Vitara (фейсліфт 2024)

### Двигуни
| Модель             | Об'єм     | Циліндри  | Потужність                       | Крутний момент             | V-макс     | Витрати пального | Роки виробництва |
| Бензинові          | Бензинові | Бензинові | Бензинові                        | Бензинові                  | Бензинові  | Бензинові        | Бензинові        |
| ------------------ | --------- | --------- | -------------------------------- | -------------------------- | ---------- | ---------------- | ---------------- |
| 1.0 Boosterjet 2WD | 998 см³   | 3         | 82 kW (112 к.с.) при 5500 об/хв  | 170 Нм при 2000-3500 об/хв | 180 км/год | 5,3 л/100 км     | з 2018           |
| 1.0 Boosterjet AWD | 998 см³   | 3         | 82 kW (112 к.с.) при 5500 об/хв  | 170 Нм при 2000-3500 об/хв | 175 км/год | 5,7 л/100 км     | з 2018           |
| 1.6 VVT 2WD        | 1586 см³  | 4         | 88 kW (120 к.с.) при 6000 об/хв  | 156 Нм при 4400 об/хв      | 180 км/год | 5,4 л/100 км     | 2015-2018        |
| 1.6 VVT AWD        | 1586 см³  | 4         | 88 kW (120 к.с.) при 6000 об/хв  | 156 Нм при 4400 об/хв      | 175 км/год | 5,7 л/100 км     | 2015-2018        |
| 1.4 Boosterjet 2WD | 1373 см³  | 4         | 103 kW (140 к.с.) при 5500 об/хв | 220 Нм при 1500-4000 об/хв | 200 км/год | 5,2-5,3 л/100 км | з 2016           |
| 1.4 Boosterjet AWD | 1373 см³  | 4         | 103 kW (140 к.с.) при 5500 об/хв | 220 Нм при 1500-4000 об/хв | 200 км/год | 5,4-5,5 л/100 км | з 2015           |
| Дизельні           |           |           |                                  |                            |            |                  |                  |
| 1.6 DDiS 2WD       | 1598 см³  | 4         | 88 kW (120 к.с.) при 3750 об/хв  | 320 Нм при 1750 об/хв      | 180 км/год | 4,2 л/100 км     | 2015-2018        |
| 1.6 DDiS AWD       | 1598 см³  | 4         | 88 kW (120 к.с.) при 3750 об/хв  | 320 Нм при 1750 об/хв      | 175 км/год | 4,4 л/100 км     | 2015-2018        |

### Продажі
| рік  | Європа | Китай  | Мексика | Австралія |
| ---- | ------ | ------ | ------- | --------- |
| 2015 | 43,247 | 4,450  |         |           |
| 2016 | 73,099 | 41,175 |         |           |
| 2017 | 72,301 | 27,305 |         |           |
| 2018 | 67,801 | 13,222 |         |           |
| 2019 | 81,860 | 3,717  | 6,632   | 5,253     |
| 2020 | 43,727 | 103    | 4,681   | 4,332     |
| 2021 | 57,436 |        | 3,513   | 3,742     |

## Використання назви

### Vitara Brezza

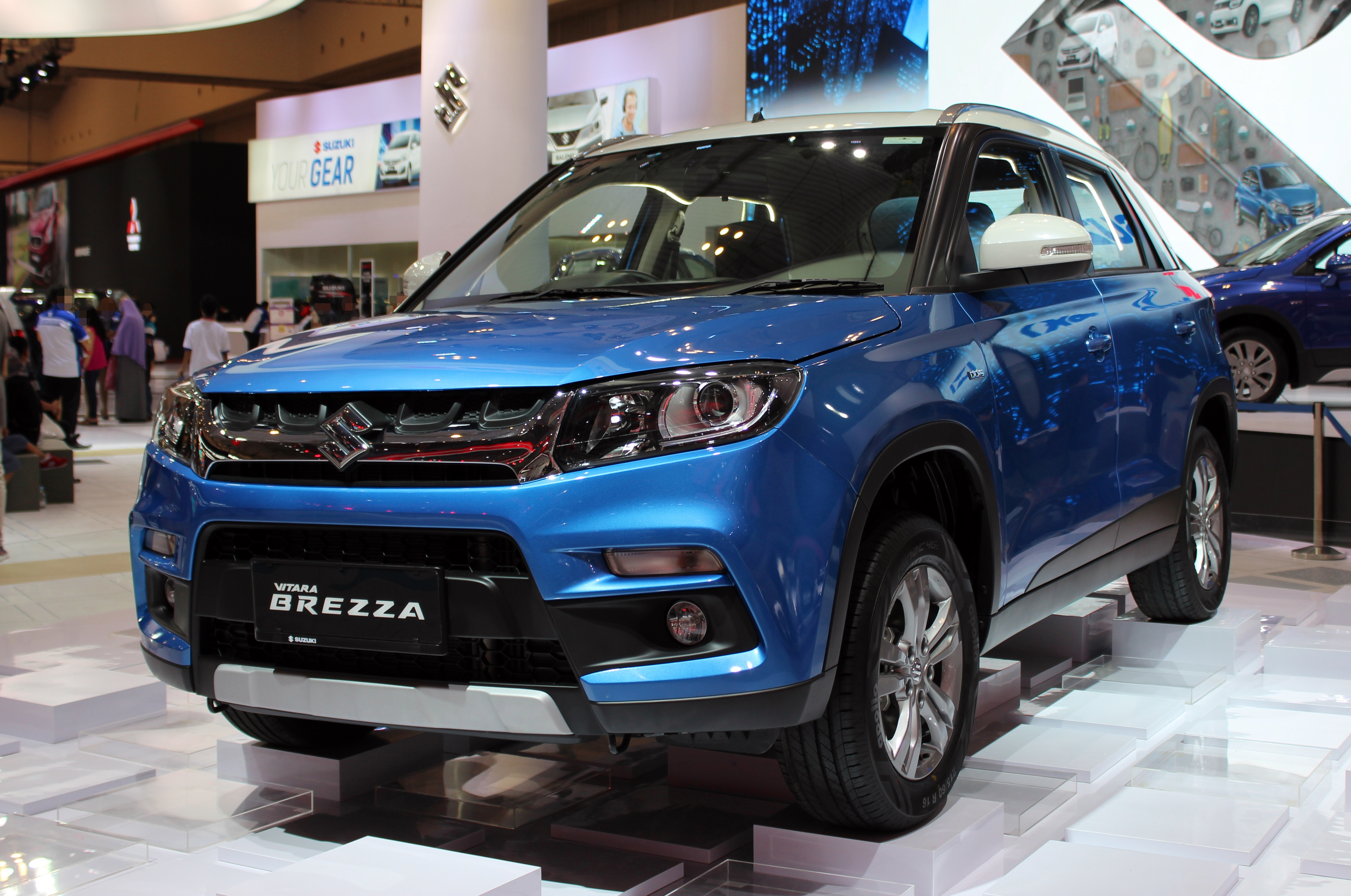
2016 Vitara Brezza

У 2016 році Suzuki випустила меншу похідну від Vitara четвертого покоління, призначену для індійського ринку як «Vitara Brezza», яка займала у країні сегмент позашляховиків менше 4 метрів у довжину. Модель випускалася тільки в Індії з правосторонньою конфігурацією. Вона була перейменована на просто Brezza з моменту випуску моделі другого покоління.

### Grand Vitara

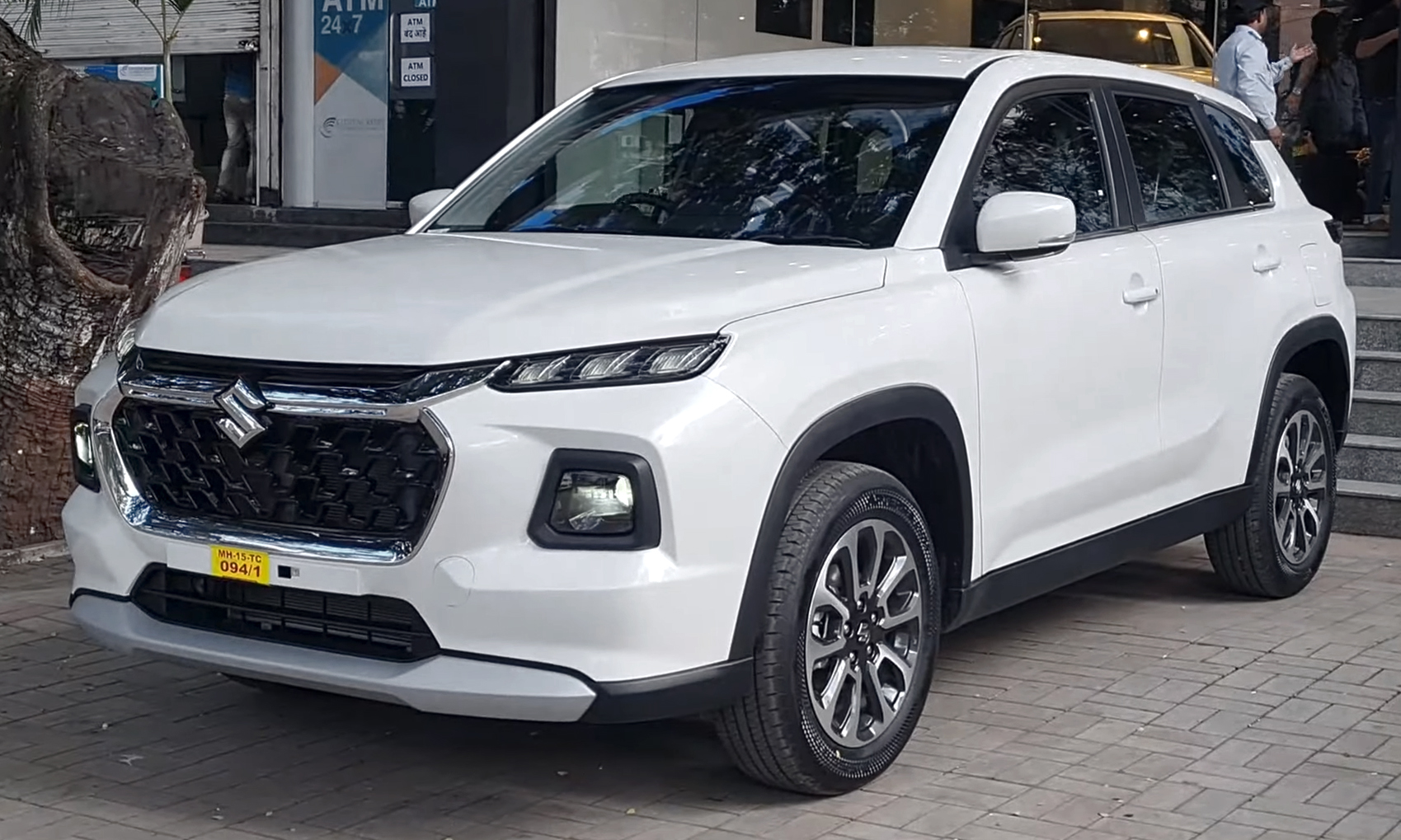
2022 Grand Vitara

Модель 2022 року, заснована на подовженій платформі Vitara четвертого покоління, була представлена в Індії в липні 2022 року та продавалася як «Grand Vitara». Він замінив S-Cross на індійському ринку, які також знаходяться на тій же платформі та сегменті. Він також продається під значком Toyota як Urban Cruiser Hyryder. Вона експортується на окремі ринки, що розвиваються в Азії, Африці, на Близькому Сході (країни РСАДПЗ/GCC) і в Латинській Америці.

### e Vitara

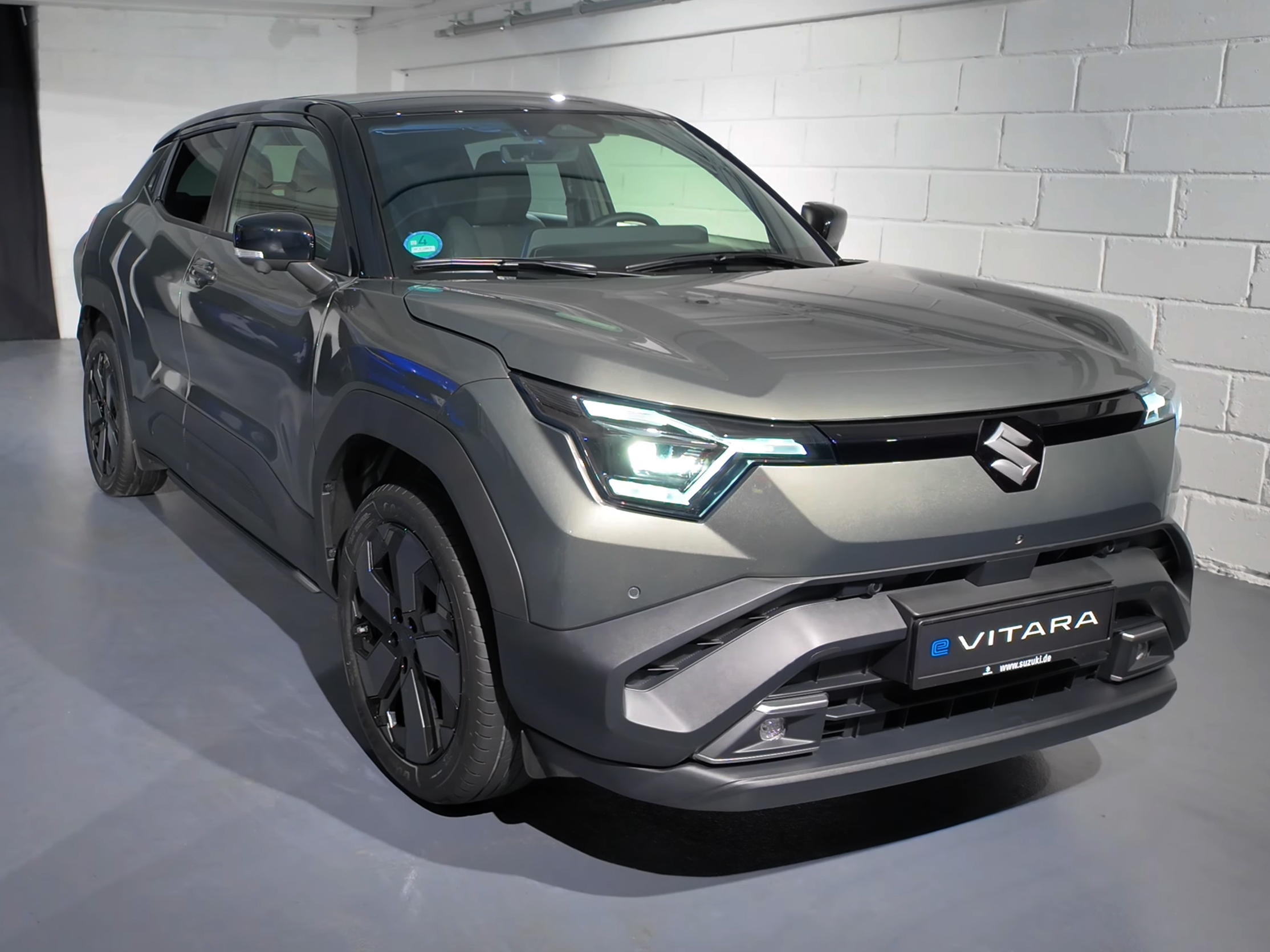
2025 e Vitara

Шильдик Vitara використовується з 2024 року для акумуляторного електромобіля під назвою «e Vitara». Це версія концепту eVX масового виробництва, яка вперше була продемонстрована в Індії у 2023 році.

## Версії від General Motors
Перейменована версія продавалася в Північній Америці компанією General Motors як «Chevrolet Tracker» протягом перших двох поколінь. У Латинській Америці (за винятком Мексики та ряду інших країн), він продавався як Chevrolet Vitara (перше покоління 3-дверне) або Chevrolet Grand Vitara (друге покоління 5-дверне). Перше покоління також продавалося під різними брендами General Motors у Північній Америці, такими як Geo Tracker та ексклюзивними для канадського ринку Asüna Sunrunner, GMC Tracker та Pontiac Sunrunner.
Останньою фірмовою Vitara від General Motors стала модель третього покоління для еквадорського ринку під назвою Chevrolet Grand Vitara SZ. Незважаючи на те, що автомобіль продавався і розповсюджувався через Chevrolet, він продавався з емблемою Suzuki. Суфікс "SZ" був доданий тому, що попереднє покоління Chevrolet Grand Vitara все ще було доступне в країні до 2016 року.